# 檀野友多郎
檀野 友多郎（だんの ゆうたろう、1998年8月4日 - ）は、ジャパンラグビーリーグワン日野レッドドルフィンズに所属するラグビー選手。

## プロフィール
- ポジションはプロップ(PR)[1]。
- 身長 180 cm、体重 108 kg

## 来歴
2017年、光泉高校卒業後、専修大学に入る。
2021年、専修大学卒業後、リコージャパンに加入。
2023年、日野レッドドルフィンズに加入。